# Tweede Kamerverkiezingen 2012/Kandidatenlijst/PVV
Op 7 juli 2012 werd de kandidatenlijst voor de Tweede Kamerverkiezingen 2012 voor de PVV bekendgemaakt. Deze is samengesteld door lijsttrekker Geert Wilders met hulp van Sietse Fritsma. Kamerleden Richard de Mos, Jhim van Bemmel en Eric Lucassen kwamen hierop niet meer voor. Opvallend is dat fractievoorzitters voor de PVV-fracties in het Europese Parlement en de Eerste Kamer, Barry Madlener en Machiel de Graaf, beide op de nieuwe kandidatenlijst terugkomen.

## De lijst
- vet: verkozen
- cursief: voorkeurdrempel overschreden

1. Geert Wilders - 886.314 stemmen
2. Fleur Agema - 34.943
3. Martin Bosma - 3.808
4. Lilian Helder - 3.794
5. Louis Bontes - 958
6. Teun van Dijck - 590
7. Sietse Fritsma - 644
8. Barry Madlener - 829
9. Joram van Klaveren - 581
10. Harm Beertema - 433
11. Dion Graus - 2.387
12. Reinette Klever - 694
13. Roland van Vliet - 1.113
14. Raymond de Roon - 347
15. Machiel de Graaf - 376
16. Karen Gerbrands[2] - 342
17. Léon de Jong - 435
18. Danai van Weerdenburg - 461
19. Ino van den Besselaar - 386
20. André Elissen - 221
21. Vicky Maeijer - 423
22. Johan Driessen - 143
23. Willie Dille - 230
24. Daniël ter Haar - 890
25. Stephan Jansen - 247
26. Marc van den Berg - 362
27. Alexander Kops - 229
28. Edgar Mulder - 531
29. Gabriëlle Popken - 210
30. Paul ter Linden - 288
31. Gijs Moonen - 84
32. Patricia van der Kammen - 627
33. Elly Broere - 212
34. Addie Wisse - 460
35. Yvonne Waterman - 359
36. Alexander van Hattem - 213
37. Jenny Zerfowski - 210
38. Ton van Kesteren - 955
39. Floris van Zonneveld - 223
40. Irene Joosse - 265
41. John van Assendelft - 136
42. Martin van Beek - 90
43. Willem Boutkan - 76
44. Emiel van Dijk - 199
45. Peter van Dijk - 412
46. Ronald Dol - 332
47. Joost van Hooff - 100
48. Marcel de Graaff - 157
49. Ronald Sørensen - 1.944

2006 · 2010 · 2012 · 2017 · 2021 · 2023
VVD · PvdA · PVV · CDA · SP · D66 · GroenLinks · ChristenUnie · SGP · Partij voor de Dieren · Piratenpartij · MenS · Nederland Lokaal · Libertarische Partij · DPK · 50PLUS · LibDem · Anti Europa Partij · SOPN · PvdT · Politieke Partij NXD